# Jean-Louis Forain
Jean-Louis Forain, född 23 oktober 1852 i Reims, Frankrike, död 11 juli 1931, var en fransk impressionistisk målare, litograf och etsare.

## Biografi
Forain flyttade vid åtta års ålder med sin familjen till Paris. Han började sin karriär som karikatyrtecknare för flera tidskrifter däribland Le Monde Parisien och Le Rire. Han ville emellertid vidga sin horisont, och började studera vid École des Beaux Arts under Jean-Léon Gérôme samt en annan skulptör/konstnär, Jean-Baptiste Carpeaux.

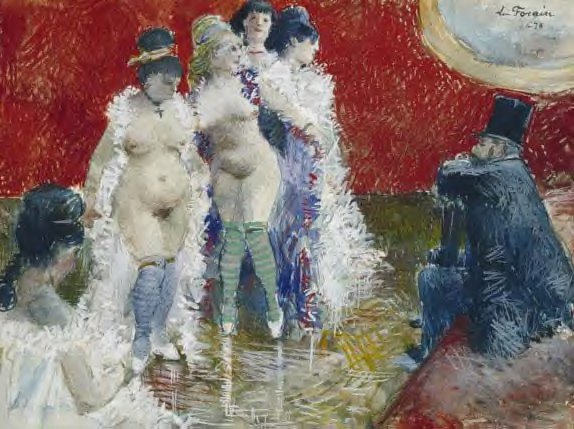
Kunden, blyerts, akvarell och gouache, 1878

Forain har i satiriska teckningar skildrat Parislivet på gator och kaféer. I sin knappa, impressionistiska teknik visar han på inflytande av Goyas etsningar samt av Degas. Forains teckningar, som ibland har politisk tendens, var vanligt förekommande i dagspressen och utgavs även i album.